# Докса Драма
Докса Драма (грец. Δόξα Δράμας) — грецький футбольний клуб з міста Драма. Заснований 1918 року. Домашній стадіон — «Докса Драма». Основні клубні кольори — білий та чорний.

## Історія виступів у національних лігах
У дужках позначене місце, яке посіла команда за результатами виступів у сезоні.
- Чемпіонат Східної Македонії: 1938-39.
- Північна регіональна група: 1953-54, 1954-55, 1955-56 (3), 1956-57, 1958-59.
- Чемпіонат північної регіональної групи: 1957-58.
- Національний чемпіонат: 1956-57 (5), 1957-58 (7), 1958-59 (5).
- Альфа Етнікі: 1959-60 (6), 1960-61 (7), 1961-62 (16), 1963-64 (11), 1964-65 (16), 1979-80 (12), 1980-81 (9), 1981-82 (11), 1982-83 (12), 1983-84 (11), 1984-85 (13), 1985-86 (14), 1986-87 (14), 1988-89 (9), 1989-90 (10), 1990-91 (8), 1991-92 (13), 1992-93 (13), 1993-94 (15), 1994-95 (16).
- Бета Етнікі: 1962-63, 1965-66, 1978-79, 1987-88, 1995-96, 2009—2010.
- Гамма Етнікі: 2003—2004, 2004—2005, 2005—2006, 2006—2007, 2007—2008, 2008—2009.
- Дельта Етнікі: 1999—2000.
- Чемпіонат Греції серед аматорських клубів: 2000-01, 2001-02, 2002-03.